# A babaházban (Bűbájos boszorkák)
A babaházban című epizód a Bűbájos boszorkák 151. epizódja. A 7. évad 17. epizódja.

## Epizódismertető
|  | Alább a cselekmény részletei következnek! |

A Halliwell lányok babaházát nagyi alkotta. Wyatt aki látja hogy a szüleik küzdenek Zankouval és démonaival, ő ötlete, hogy bezárja a babaházba melyet védőpajzzsal vesz körül. Közben Phoebe és Paige azon vannak hogy Zankou ne szerezze meg a Nexust.
|  | Itt a vége a cselekmény részletezésének! |

## Érdekesség
- Ebben az epizódban látni hogy az igazi halliwell ház nem úgy néz ki, mint a babaház.